# Midbrødøya
Midbrødøya  est un îlot de la commune de Eigersund, dans le comté de Rogaland en Norvège, dans la mer du nord.

## Description
L'île est située juste à l'ouest de Nordre Eigerøya et est entourée d'autres îlots. Au sud de l'île se trouve le phare d'Eigerøy, construit en 1855, et il y a par ailleurs quelques maisons du côté est. L'île est reliée à Eigerøya par une route privée.